# Porochilus obbesi
Porochilus obbesi és una espècie de peix de la família dels plotòsids i de l'ordre dels siluriformes.

## Morfologia
- Els mascles poden assolir 12 cm de longitud total.[5][6]

## Alimentació
Menja insectes, gambes i mol·luscs.

## Hàbitat
És un peix d'aigua dolça i de clima tropical.

## Distribució geogràfica
Es troba a Nova Guinea i el nord d'Austràlia.